# Herrschaft Aulfingen

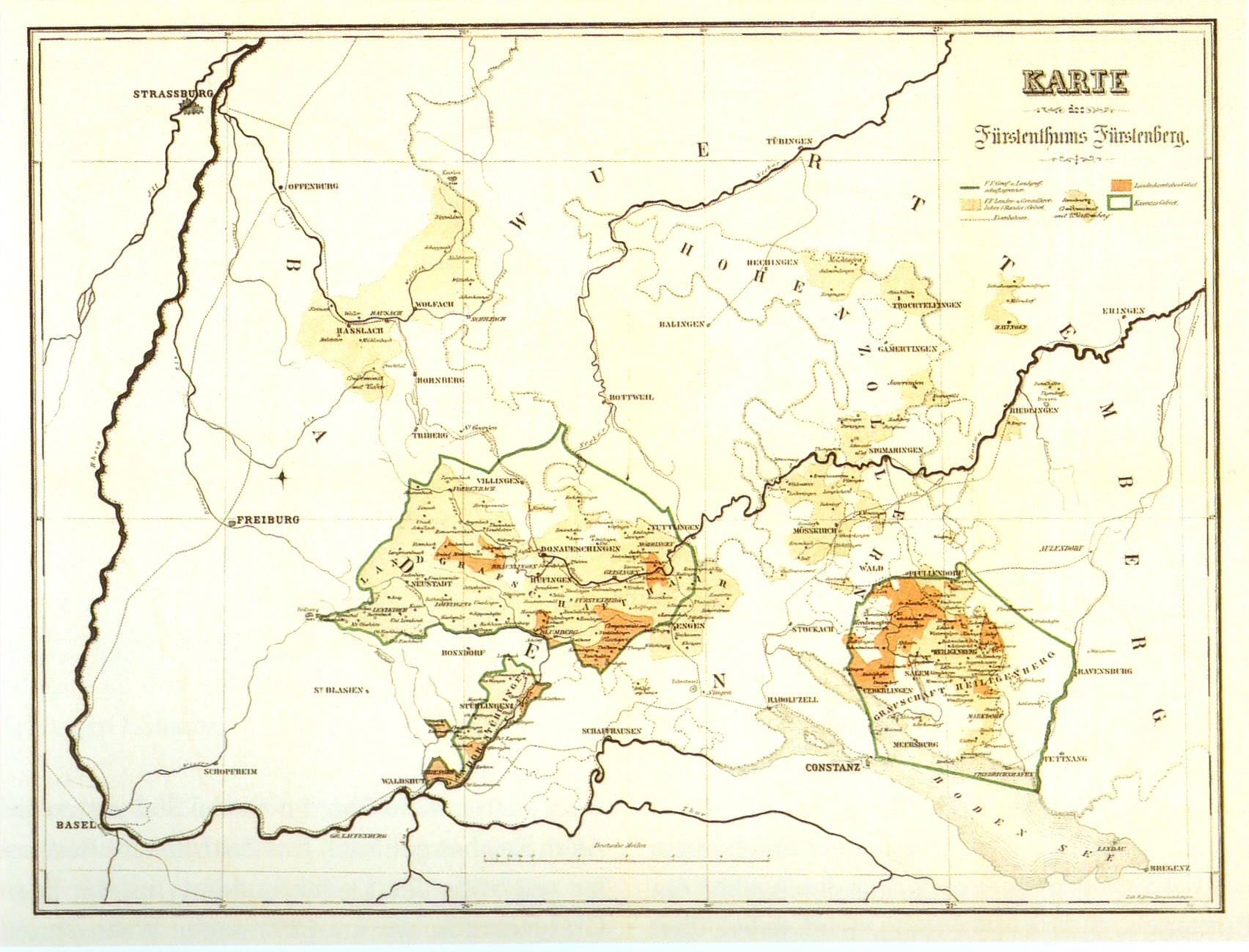
Das Fürstentum Fürstenberg vor der Mediatisierung

Die Herrschaft Aulfingen mit Sitz in Aulfingen, heute ein Ortsteil der Stadt Geisingen im Landkreis Tuttlingen in Baden-Württemberg, kam 1776 von den Freiherren von Wessenberg an das Fürstentum Fürstenberg der Fürsten von Fürstenberg.  
Im Zuge der Mediatisierung im Jahr 1806 kam die Herrschaft unter die Landeshoheit von Baden.